# Масси, Ник
Николас Э. Мачиочи (англ. Nicholas E. Macioci; 19 сентября 1927, Ньюарк, США — 24 декабря 2000, Уэст-Ориндж, США) — американский бас-певец, автор песен и бас-гитарист. Наиболее известен своей работой в качестве басиста и бас-вокалиста группы The Four Seasons, где он выступал под сценическим именем Ник Масси.

## Биография
Родился в Ньюарке, штат Нью-Джерси. Впервые научился играть на контрабасе благодаря музыканту и уроженцу Ньюарка Энтони Гаэте (англ. Anthony Gaeta). Как бас-певец, Масси играл в нескольких музыкальных коллективах до того, как в 1958 году присоединился к группе The Four Lovers, в том числе в группах, где уже выступали будущие участники The Four Lovers и The Four Seasons — Фрэнки Валли и Томми ДеВито. Валли называл Мачиочи одним из своих самых влиятельных наставников на раннем этапе музыкальной карьеры. В октябре 1959 года Мачиочи, уже выступавший под именем «Никки Масси», подписал контракт с лейблом Brunswick Records как фронтмен группы The Nite-Lites; он записал один сингл — собственную композицию «Tell Me You Care», которая получила положительный отзыв в журнале Cashbox, но в итоге не попала в чарты.
После того как Масси вновь присоединился к ДеВито и Валли (к которым на тот момент уже присоединился клавишник Боб Гаудио), группа трансформировалась в The Four Seasons. Среди их хитов — «Sherry», «Dawn (Go Away)» и «Rag Doll». Масси отвечал за большую часть вокальных аранжировок группы и написал как минимум одну песню — балладу в стиле ду-воп «Living Just for You» для альбома Working My Way Back to You. Он применял научный подход к аранжировкам с открытыми гармониями, что отличало его стиль от более импровизационного подхода других ду-воп групп того времени. В сентябре 1965 года Масси покинул The Four Seasons, и его временно заменил Чарльз Калелло, которого затем сменил Джо Лонг.
Масси, Томми ДеВито, Фрэнки Валли и Боб Гаудио — изначальные участники The Four Seasons — были включены в «Зал славы рок-н-ролла» в 1990 году и в «Зал славы вокальных групп» в 1999 году. Масси был посмертно признан в 2017 году, когда ДеВито, Валли, Гаудио и Джо Лонг (преемник Масси) были включены в «Зал славы Нью-Джерси».
После ухода из The Four Seasons Масси продолжил работу в собственной компании Vito-Mass Productions, которая в основном занималась продвижением музыкальных исполнителей из Нью-Джерси. Он давно мечтал возглавить собственную группу — именно это стало одной из причин его ухода из The Four Seasons, — однако эта мечта так и не осуществилась, за исключением редких синглов на небольших независимых лейблах. Как и его преемник Джо Лонг, Масси иногда вновь присоединялся к группе, особенно заметно — в 1970-х годах.
В 1949 году Мачиочи женился на Маргарет Энн «Маржи» Менгель (англ. Margaret Ann "Margie" Mengel), с которой прожил до самой смерти. У них было трое детей: Роберт «Бобби» Мачиочи, Ник Мачиочи-младший и Патрисия «Пэтти» Масси-Кандельере. Маргарет Мачиочи умерла в 2022 году.
В последние годы жизни Мачиочи, вновь используя свою настоящую фамилию, занялся живописью как хобби. Его дочь Пэтти опубликовала многие его картины в интернете. Работы выполнены в разных стилях, но чаще всего изображают знаменитостей и религиозных деятелей, связанных с его католической верой. Ему сообщили о планах по созданию мюзикла Jersey Boys ещё на ранней стадии, и он дал согласие на его реализацию до своей смерти; его семья впоследствии горячо поддержала проект, и вдова назвала его своим любимым мюзиклом. Валли и Гаудио позаботились о том, чтобы семья Масси получила равную долю прибыли от Jersey Boys, как и остальные трое участников группы, однако его сын Ник-младший утверждал, что ДеВито воспользовался контрактом, чтобы получить долю, в четыре раза превышающую долю семьи Масси, и что хотя Маржи получала роялти (размер которых вызывал споры), дети не получали ничего, что привело к напряжённости. В итоге Ник-младший начал продавать билеты на Jersey Boys по завышенной цене и агрессивно себя вести на спектаклях, чтобы обеспечить свою дочь.
Масси умер от рака печени 24 декабря 2000 года. Причиной болезни, по слухам, стали «алкоголизм и другие демоны». Он скончался у себя дома в Уэст-Ориндже, штат Нью-Джерси. Последние годы он провёл в уединении; по словам Ника-младшего, в момент смерти отец был в разлуке с матерью, жил в подвале их дома и существовал за счёт пенсионных выплат по линии социального обеспечения.